# CHU (Zeitzeichensender)
CHU ist das Rufzeichen eines kanadischen Zeitzeichensenders. Betrieben wird die Station vom National Research Council of Canada.
Er sendet Zeitzeichen auf den Kurzwellenfrequenzen 3,330 MHz, 7,850 MHz und 14,670 MHz. Seit dem 1. Januar 2009 um 00:00 Uhr UTC wird die Frequenz 7,850 MHz anstatt 7,335 MHz genutzt. Als Begründung für den Frequenzwechsel wurden häufige Störungen durch Rundfunksender angegeben.
Die Zeitzeichen werden auch über Telefonansage, Hörfunk (Radio Canada) und Internet (Network Time Protocol) verbreitet.